# 149P/Mueller
149P/Mueller 4, komet Jupiterove obitelji.